# Catalogue national des noms géographiques
Le catalogue d'État des noms géographiques (en russe : Государственный каталог географических названий, Gossoudrstvenny katalog geografitcheckikh nazvany, abrégé en GKGN) est une base de données fédérale de Service fédéral de l'enregistrement, du cadastre et de la cartographie de Russie, qui contient les noms de près d'un million de lieux sur le territoire de la Russie, sur son plateau continental, sur sa ZEE, et en Antarctique.
La maintenance du catalogue et son enrichissement sont depuis 2013 assurés par le Centre scientifique et technique fédéral pour la géodésie, la cartographie et l'infrastructure des données spatiales (ru) (FBGU), un institut du service fédéral.

## Contenu du catalogue
Le catalogue contient :
- Numéro d'enregistrement des lieux dans le GKGN
- Nom d'une caractéristique géographique
- Options de nommage (non indiqué pour tous les objets, mis en évidence en italique)
- Type de lieu
- Régions administratives
- Coordonnées géographiques (précision à la minute ou au dixième de minute près)
- Liaison à d'autres lieux géographiques (non indiqué pour tous les objets)
- Numéro de nomenclature de la feuille de carte topographique 1:100000
- Date et raison de la suppression du lieu du registre (pour les lieux supprimés)